# 巌流本舗
巌流本舗（がんりゅうほんぽ）は、山口県下関市の和菓子製造販売業である。

## 概要
1921年（大正10年）に、下関市彦島江の浦町で「菓舗・梅月堂」として創業した老舗和菓子店で、1956年（昭和31年）4月に有限会社水津梅月堂として法人化、1972年（昭和47年）に現商号に改めた。
主力商品であるどら焼き『巌流焼』は下関市を代表する銘菓の一つとして知られる。
当初は創業の地である彦島江の浦町で製造していたが、1991年に現在の本社所在地に工場を新設した。見学が可能となるよう、一部をガラス張りにした構造が採用された。2004年には下関商工会議所が作成した「産業観光施設」ガイドブックにも掲載され、小学生を中心に多数の見学客を受け入れて、製品の認知拡大につなげている。2006年には下関ブランド推進協議会が選んだ「下関ブランド」製品の第一号にも選ばれた。製品名の由来となった佐々木小次郎の慰霊祭でも、巌流焼が神前に供えられるようになっている。

## 主な製品
巌流焼
白餡のどら焼き。小麦粉に卵、砂糖などを加えて練ったものを焼き上げたもので、中の白餡には北海道産の豆を使用している。製品名は関門海峡に浮かぶ船島（巌流島）で宮本武蔵と決闘をして敗れた佐々木小次郎の号である「巌流」にちなむ。年間販売個数は約220万個（2003年）。
製造が始まったのは1930年からで、1950年頃には現在の形状が確立した。巌流焼は当時としては強気の価格設定で、高価だと批判もあったものの、味が評価されて定着していった。1950年代後半になると他県の媒体でもフグや硯などとともに下関の特産品として巌流焼が取り上げられるようになった。
おそいぞ武蔵
黒餡のどら焼き。生地にメイプルシロップを用いている。2002年発売開始
場面に応じて通常と異なる焼印を入れた巌流焼の販売も行われており、巌流島の決闘から400年にあたる2012年には記念の焼印を入れた巌流焼を発売した。2014年、下関市港湾局主催による馬関港開港150周年記念事業においては、乗船客に「馬関港」の焼印を押したプレミアム巌流焼が乗船客に贈呈された。

## 販売
彦島・川中・下関大丸内の直営店舗3店舗のほか、山口県が東京に出店するアンテナショップであるおいでませ山口館でも販売実績がある。2006年の新北九州空港開港の際には空港売店での販売を開始した。また、2013年には「山口県包括協定記念フェア」の一環として、県内のファミリーマートの一部店舗でも販売された。